# 肉体の学校
『肉体の学校』（にくたいのがっこう）は、三島由紀夫の長編小説。戦後を機に不幸な結婚生活と決別し、貪欲に恋愛を謳歌する元華族の女性が、野性的で純粋な日本の男性を追い求める恋愛物語。同じ境遇の3人のゴージャスな39歳の独身女性たちが、お互いの情事や男の品定めの話題に盛り上がるという娯楽的な趣の中にも、恋愛における微妙な心理や、移り変わる時代の社会階級を背景にヒロインの気高さが爽快に描かれている。
1963年（昭和38年）、雑誌『マドモアゼル』1月号から12月号に連載され、翌年1964年（昭和39年）2月15日に集英社より単行本刊行された。文庫版は1979年（昭和54年）3月30日に集英社文庫、1992年（平成4年）6月22日にちくま文庫で刊行された。翻訳版は、フランス（仏題：L' école de la chair）、中国（中題：肉体学校）などで行われている。
1965年（昭和40年）2月14日に岸田今日子主演で映画も封切られた。フランスでは1998年（平成10年）11月18日にイザベル・ユペール主演で映画化された。

## あらすじ
39歳の浅野妙子は、戦前は華族で男爵夫人であったが、戦後は変態的な夫と別れ、麻布の龍土町に洋裁店を開き成功していた。妙子の友人には彼女同様、上流階級の体裁だけの暗い結婚生活と決別した川本鈴子と松井信子がいた。3人は令嬢時代からの友達同士で、若かりし頃から密かに遊び人であった。離婚後、川本鈴子はレストランを経営し、松井信子は映画批評や服飾批評の仕事をしていた。3人は月に一回、例会の夕食会を持ち、お互いの恋愛や情事についてあけすけに報告しあった。3人の行きつけの店の一つのピアノ・バアの主人・貝塚は、彼女たちと20年越しの友達で、この例会を「年増」とかけて「豊島園」と呼んでからかっていた。美しい妙子は西洋人からも声をかけられることが多かったが、彼らの誘惑には決して乗らず、妙子は日本の若い男の無表情に動物的な美しさを感じていた。
1月の例会で鈴子が、池袋のゲイ・バア「ヒアンシンス」に素敵なバーテンダーがいると報告し、3人はそこへ行ってみた。カウンターには彫像のような横顔と凛々しい首の、男らしい美男がいた。みんなに千ちゃんと呼ばれているそのバーテンダー・千吉に妙子は一目ぼれをし、店に1人で通うようになった。ゲイボーイ・照子は、「千ちゃん」はお金を出せば、あとくされなく誰とでも寝るから任せて、と親切とも嫉妬ともとれる千吉への陰口を囁いたが、妙子は特に気にならなかった。妙子は、無口で機敏に働く孤独な影のある千吉に惹かれていた。照子によると、21歳の千吉はR（立教）大学の学生だが、父親の経営していた町工場が倒産し、父が母と妹2人を連れ千葉の田舎へ引っ込んだのを機に、自活し学費のため実入りのいいバイトをしているのだという。高校時代はボクシングをしていたらしい。
妙子と千吉の２月の初めてのデートでは、エレガントな服装で待つ妙子に対し、千吉は下駄に汚ないGパン姿で、バーテンダーのときと印象とは違い、口のきき方も下品で妙子を失望させたが、酔った勢いで男娼としての自分のみじめさを憤慨して話す千吉に、妙子は同情と友情を感じた。突然キスをされた妙子は次のデートに誘い、貧乏な千吉に合わせて今度は地味な格好で出向いたが、千吉は素敵なスーツで待っていた。千吉はゲイ・バアの客から自然に教わっていたマナーでフランス料理のメニューを読み、ジゴロの威厳を持っていた。不遜な動物のような千吉に惹かれ、妙子は彼と結ばれ、この新しい恋を、3月の「年増園」で鈴子と信子に報告する。
妙子は、ゲイ・バアの男ママに手切れ金を渡し、千吉にバーテンダー稼業を辞め、千吉を真面目な大学生に戻してやり、堅気の職につかせるために経営学の勉強の手助けをした。さらに妙子の洋裁店の顧客である、戦後成金の室町秀子という人物の夫が営む繊維会社に千吉の就職口を世話しようと考える。4月10日、来日したイヴ・サン＝ローランの慈善ファッション・ショーが帝国ホテル新館で開かれ、妙子は千吉を自分の甥として、室町夫人とその令嬢・聰子に紹介した。
5月から千吉は妙子のアパートに同棲するようになった。それは恋多き妙子でも例外的なことだった。千吉は、自由を縛らないという条件をつけたが、徐々に妙子は、千吉の外泊行動に嫉妬心にさいなまれるようになる。2人で熱海へ旅行に行った際、千吉から別れを切り出されるような予感に苦しんだ妙子は、これからも2人で一緒に暮らしてゆく代りに、お互い浮気をしても干渉せず、浮気相手を紹介し公認しあう自由な関係にしようと提案した。6月の「年増園」で妙子は友人2人に相談し、50歳の政治家・平敏信と2、3度浮気をした。夏の間、千吉は友達の別荘に誘われていると称して出かけることが多かった。
夏も終わり、妙子と千吉はお互いの浮気相手を「第三者」と称して紹介しあうことになった。高級割烹店で政治家の敏信と妙子が待っているところへ、千吉が室町聰子を連れてやって来た。イヴ・サンローランのファッション・ショーの後、千吉は聰子の誘いを受け、交際を始めていたのだった。小馬鹿にして満足の微笑をたたえる千吉に妙子は怒りに震えたが、その場はなんとか冷静にふるまった。千吉は図々しくも妙子の前で、平敏信に、聰子との結婚の仲人を頼んだ。アパートに帰った妙子は1人になると、心おきなく泣いた。
千吉は、妙子が実は叔母ではなく同棲し養われているのだということを正直に言うことにより、逆に真面目な苦学生を装い、うまく室町家に取り入っていたのだった。室町夫人は、千吉を妙子の養子という形で名門旧華族の浅野家へ入籍させてから、自分の家に婿に迎えたいという申し出をしてきた。妙子はその厚かましさに呆れ、滑稽にも思えた。千吉が功利主義で出世しようとしていることがわかった妙子は、恋を奪われたという感懐はなかったが、このままでは虫がおさまらず、ゲイボーイの友達・照子に救いを求め、全部打ち明けた。
照子は、妙子を裏切った千吉をなじり、千吉が男娼をしていた時の、醜い男との性行為の最中の写真とネガを切札として渡してくれた。千吉に裏切られたことがある照子は、ネガを千吉への復讐に使うなら只であげるが、もしも仏心を出して焼き捨てるなら50万円いただくと言った。妙子はもちろん復讐に使うつもりだったが、厚意に甘えて只でもらうより、朽ち果てた自分の自尊心を救うための虚栄で金を払おうとした。しかし照子はそれを素直に受け取ってしまい、「50万円なんて嘘よ。只でいいのよ」と感動の涙を流した。妙子は照子の純粋な涙に搏たれ、自分の中にも残る醜いブルジョアの虚栄心を自己嫌悪した。
アパートにいた千吉を、妙子は切札の写真で脅してみた。千吉は狼狽し、「俺の人生をめちゃくちゃにしないでくれ」と土下座し、自分は冷淡で情熱を持たずに、汚い手を使ってでも貧乏から脱出して金持ちになるんだと、いろいろ御託を並べ、妙子に懇願した。その青くさい甘ったれた人生観は、どこにでもいる怠け者の青二才の哲学と同じで、千吉の値打ちを無残にも引き下げていた。それは何の獣性も持たぬ、ただの俗物だった。妙子の恋の幻はすっかり消え、お情けで写真を燃やしてやった。妙子は千吉と養子縁組をする約束もしてやったが、もうここへ二度と来るなと千吉に別れを告げた。
11月の「年増園」は趣向を変え、妙子の提案で向ヶ丘遊園地へピクニックに行った。小春日和に妙子はすっかり朗らかになり、3人はウォーターシュートに乗った。加速度で落ちるボートの水しぶきを浴び、「今私たち何かをとおりぬけたでしょう。ちょうどあんな気持よ」と怖がらない妙子に、意味がよくわからず信子が、「あなたって勇敢ね」と感心すると、「そりゃそうだわ。私はもう学校を卒業したんだもの」と妙子は答えるのだった。

## 作品評価・研究
『肉体の学校』は、三島作品の中では娯楽的恋愛エンタメで、主人公の魅力も相まって概ね好評のものとなっている。本格的な論考はほとんどないが、三島文学に見られる「二元的な構図」がベースになっているものとして言及されているものもある。
奥野健男は、終章において、遊園地でウォーターシューターに乗った妙子が言う「今私たち何かをとおりぬけたでしょう」という言葉は、全編を見事に象徴しているとし、「さわやかな決然たるこの終末は、このエンターテイメントと芸術作品に昇華している」と解説している。そして『肉体の学校』は、「ため息のでるような美と倦怠と、恋愛の小気味よい心理描写に魅せられた多くの三島ファンを裏切らない」とし、「『美徳のよろめき』に匹敵するはなやかに楽しい小説」だと評している。
川村湊は、スタンダールの『赤と黒』に代表的に見られるように「階級間の恋」は近代小説で好まれる主題であり、三島のロマン（小説）の基本主題も「身分を超えた愛」が多くあることに触れつつ、「通俗的なストーリーを通俗的に書くこと」によって、三島が「そうした大衆社会にある、本質的に“俗なる”文芸ジャンルである〈小説〉に復讐しようとした」と考察している。
許昊は、三島が〈われわれの二元論的思考の薄弱は、両性の対立を扱つた近代文学の傑作が、ほとんど皆無である点からも、首肯されよう〉と、日本人に〈二元論的思考〉が薄いことを指摘した文を引きつつ、『肉体の学校』も三島文学に見られる二元的構図をベースにしていることに言及し、「こまやかな女性の心理」が軸になっている点に違いがあるものの、「階級間の恋」「男女間の心理的なかけひき」「年上女と年下男との不倫」「日常における非日常的な人間関係」といった『禁色』と類似したテーマが盛り込まれていると解説している。

## 映画化

### 国内版
1965年（昭和40年）2月14日封切。モノクロ 1時間35分。東宝製作。1965年度のキネマ旬報ベストテンでは圏外の第32位となった。
三島は映画化にあたって、〈実にソフィスティケイテッドな作品が生れた〉と褒め、〈原作の会話、スタイルが十分に活かされてゐて大へんうれしい〉とコメントしている。

#### キャスト
- 浅野妙子：岸田今日子
- 佐藤千吉：山﨑努
- 室町聰子：中川ゆき
- 室町秀子：市川翠扇
- 室町：有馬昌彦
- 川本鈴子：木村俊恵
- 松井信子：東恵美子
- 貝塚：田中明夫
- 音羽：神山繁
- 平敏信：山村聡
- テル：佐藤晴彦
- 若い父：岡部正
- 若い母：伊藤幸子
- 親戚A：日塔智子
- 親戚B：江崎和子
- 大使：アーネスト・Ａ・リクター
- 大使夫人：マージョリー・Ｍ・リクター
- 元侯爵：松本染升
- 夫人：佐野タダ枝
- 元子爵：生方壮児
- 夫人：三條利喜江
- 元男爵：山田圭介
- 元皇族：吉頂寺晃
- 女給仕：近藤征矢
- 中年の客A：鈴木治夫
- 中年の客B：伊原徳
- 三十恰好の男：中島春雄
- 家政婦風の女：出雲八重子
- 料亭女中：記平佳枝
- バーテンダー：荒木保夫

- ナレーター：久米明

#### スタッフ
- 監督：木下亮
- 脚本：井手俊郎
- 撮影：逢沢譲
- 音楽：池野成
- 美術：竹中和雄
- 照明：山口偉治
- 制作：金子正且

### 海外版
『肉体の学校』 L'École de la chair （ORSANS プロダクション、Pyramide）
1998年（平成10年）11月18日 フランス国内封切。カラー 1時間45分。
'98カンヌ映画祭出品作品。英題は『The School of Flesh』。
日本では、1998年（平成10年）6月11日、第6回フランス映画祭横浜'98（パシフィコ横浜 会議センターメインホール）にて1回上演された。その後、京橋のフィルムセンターにて2006年（平成18年）1月27日に上映された。また、シネフィル・イマジカにてCS放映もされている。

#### キャスト
【】は原作に該当する人物。
- Dominique【浅野妙子】：イザベル・ユペール
- Quentin【佐藤千吉】：ヴァンサン・マルティネーズ
- Chris：ヴァンサン・ランドン
- Mme Thorpe：マルト・ケラー
- Soukaz：フランソワ・ベルレアン
- Mr Thorpe：ジャン＝ルイ・リシャール Jean-Louis Richard
- L'amie de Dominique：ダニエル・デュブルー Danièle Dubroux
- Cordier：ベルナール・ル・コク Bernard Le Coq
- Marine：ロキサーヌ・メスキダ
- Louis-Guy：ジャン＝クロード・ドーファン Jean-Claude Dauphin
- La mère de Quentin：ミシェル・ゴデ Michelle Goddet
- Marcus：Jean-Michel
- Le jeune plombier：Laurent Jumeaucourt
- Robert：Pierre Laroche
- Le photographe：Richard Schroeder

#### スタッフ
- 監督：ブノワ・ジャコ
- 脚本：ジャック・フィエスキ
- 撮影：カロリーヌ・シャンプティエ
- 美術：カティア・ヴィズコップ
- 制作：ファビエンヌ・ヴォニエ

## ラジオドラマ化
- 朝のラジオ小説『肉体の学校』（TBSラジオ）
  - 1964年（昭和39年）10月27日 - 11月14日（全17回） 毎週月曜 - 土曜日 8:40 - 8:50
  - 脚色：沼田幸二。音楽：内藤孝敏
  - 出演：中谷一郎（語り手も）、大塚道子、渡辺知子、白石奈緒美、ほか

## おもな刊行本
- 『肉体の学校』（集英社、1964年2月15日） NCID BA90639718
  - 装幀：秋山正。紙装。ビニールカバー。灰色帯、赤色帯の2種。246頁
- 『肉体の学校』（集英社 コンパクト・ブックス、1966年1月25日）
  - カバー絵：フランソワ・ルモアーヌ「エウロベ」。紙装。
  - カバー（裏）に著書肖像写真、略歴。
  - 帯（裏）に作品評：奥野健男「はなやかに美しい小説」、および古波蔵保好「外国映画を見る楽しさ」
- 文庫版 『肉体の学校』（集英社文庫、1979年3月30日）
  - カバー装幀：毛利彰。解説：田中美代子
- 文庫版 『肉体の学校』（ちくま文庫、1992年6月22日）
  - 装幀：安野光雅。カバー装画：山本容子
  - 解説：群ようこ「太刀打ちできない」

### 全集収録
- 『三島由紀夫全集15巻（小説XV）』（新潮社、1974年7月25日）
  - 装幀：杉山寧。四六判。背革紙継ぎ装。貼函。
  - 月報：磯田光一「二つの肉体」。《評伝・三島由紀夫 15》佐伯彰一「伝記と評伝（その6）」。《同時代評から 15》虫明亜呂無「『禁色』をめぐって（その2）」
  - 収録作品：「自動車」「肉体の学校」「可哀さうなパパ」「複雑な彼」
  - ※ 同一内容で豪華限定版（装幀：杉山寧。総革装。天金。緑革貼函。段ボール夫婦外函。A5変型版。本文2色刷）が1,000部あり。
- 『決定版 三島由紀夫全集9巻 長編9』（新潮社、2001年8月10日）
  - 装幀：新潮社装幀室。装画：柄澤齊。四六判。貼函。布クロス装。丸背。箔押し2色。
  - 月報： ドナルド・リチー「三島の思い出――最後の真の侍――」。川島勝「三島由紀夫の豪華本」。［小説の創り方9］田中美代子「人間を改造する」
  - 収録作品：「愛の疾走」「午後の曳航」「肉体の学校」「『午後の曳航』創作ノート」